# Concursul Muzical Eurovision Junior 2015
Concursul Muzical Eurovision Junior 2015 a fost cea de-a treisprezecea ediție a Concursului Muzical Eurovision Junior, care a avut loc la Arena Armeec, din Sofia, Bulgaria, pe data de 21 noiembrie 2015.
Rezultatele : 
| 01 | Serbia              | Sarba              | Lena Stamenković                       | "Lenina pesma" (Ленина песма)         | Melodia Lenei       | 7  | 79  |
| 02 | Georgia             | Georgiana          | The Virus                              | "Gabede" (გაბედე)                     | A indrazni          | 10 | 51  |
| 03 | Slovenia            | Slovena,Engleza    | Lina Kuduzović                         | "Prva ljubezen"                       | Prima dragoste      | 3  | 112 |
| 04 | Italia              | Italiana           | Chiara & Martina                       | "Viva"                                | Viata               | 16 | 34  |
| 05 | Țările de Jos       | Olandeza,Engleza   | Shalisa                                | "Million Lights"                      | Un milion de lumini | 15 | 35  |
| 06 | Australia           | Engleza            | Bella Paige                            | "My Girls"                            | Fetele mele         | 8  | 64  |
| 07 | Irlanda             | Irlandeza          | Aimee Banks                            | "Réalta na Mara"                      | Stea de mare        | 12 | 36  |
| 08 | Rusia               | Rusa , Engleza     | Mihail Smirnov                         | "Mecita (Dream)" (Мечта)              | Vis                 | 6  | 80  |
| 09 | Republica Macedonia | Macedoneana        | Ivana Petkovska & Magdalena Aleksovska | "Pletenka – Braid of Love" (Плетенка) | Panglica dragostei  | 17 | 26  |
| 10 | Belarus             | Rusa , Engleza     | Ruslan Aslanov                         | "Volșebstvo (Magic)" (Волшебство)     | Magie               | 4  | 105 |
| 11 | Armenia             | Armena , Engleza   | Mika                                   | "Love"                                | Dragoste            | 2  | 176 |
| 12 | Ucraina             | Rusa , Engleza     | Anna Trincer                           | "Pocinî z sebe" (Почни з себе)        | Incepe cu tine      | 11 | 38  |
| 13 | Bulgaria            | Bulgara            | Gabriela Iordanova & Ivan Stoianov     | "Colour of Hope"                      | Culoarea sperantei  | 9  | 62  |
| 14 | San Marino          | Italiana , Engleza | Kamilla Ismailova                      | "Mirror"                              | Oglinda             | 14 | 36  |
| 15 | Malta               | English            | Destiny Chukunyere                     | "Not My Soul"                         | Nu sufletul meu     | 1  | 185 |
| 16 | Albania             | Albaneză, Engleză4 | Mishela Rapo                           | "Dambaje"                             | —                   | 5  | 93  |
| 17 | Muntenegru          | Muntengreana       | Jana Mirković                          | "Oluja" (Олуја)                       | Furtuna             | 13 | 36  |